# The O’Jays
The O’Jays ist eine US-amerikanische Gesangsband, die in den 1970er Jahren zu den bedeutendsten Vertretern des Philly Soul gehörte. Ihre größten Hits Back Stabbers (1972), Love Train (1973), For the Love of Money (1974), I Love Music (1975) und Use ta Be My Girl (1978) erreichten die Top 10 der US-Charts und erhielten Gold-Auszeichnungen.

## Bandgeschichte

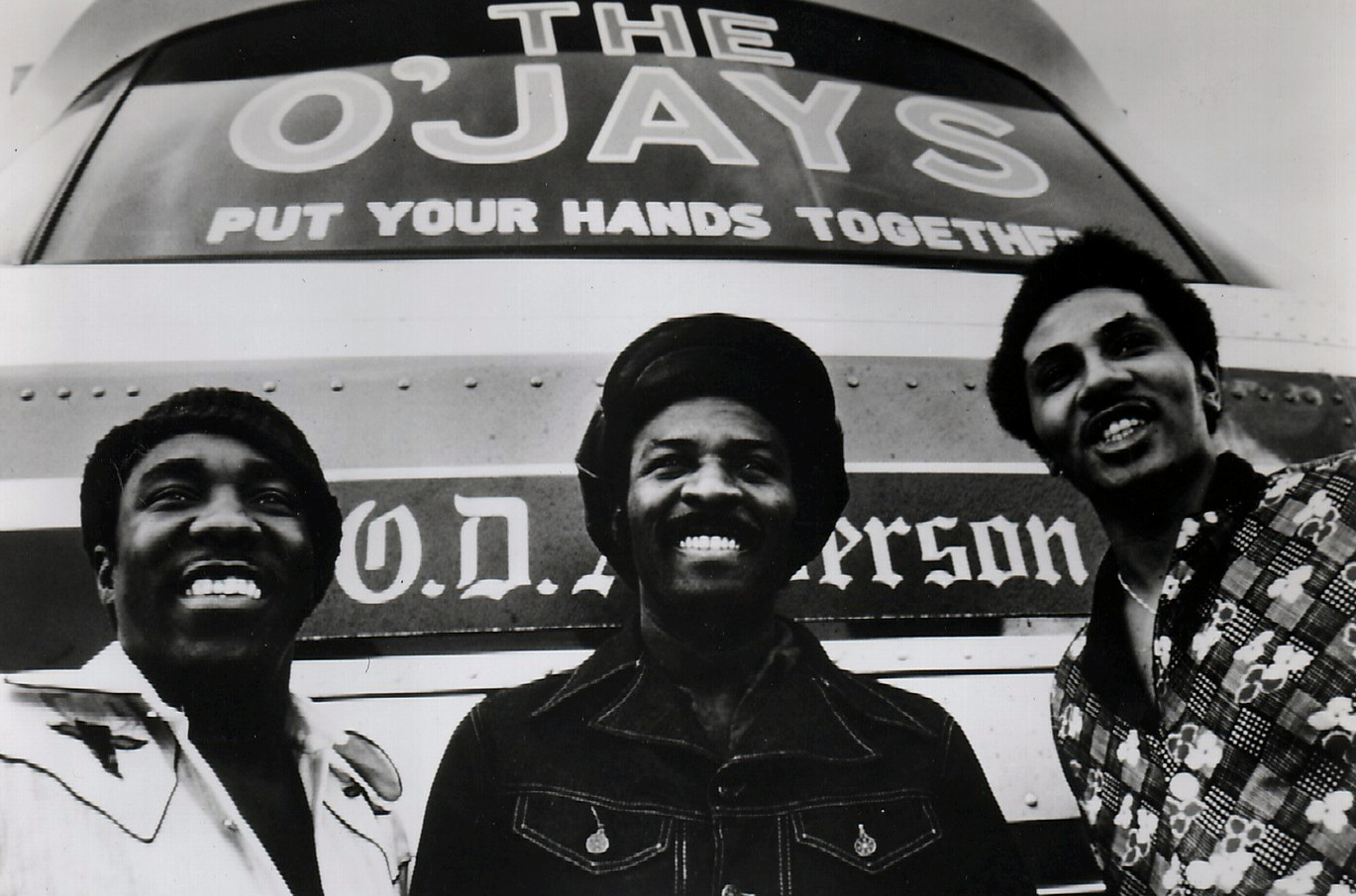
The O’Jays (1974)

Das Gesangsensemble wurde 1958 von Walter Williams und Eddie LeVert als „The Triumphs“ gegründet. Kurz danach schlossen sich Billy Powell, Bill Isles und Bobby Massey an. Nach ihrer Umbenennung 1959 in „The Mascots“ trat die Formation erstmals in Cleveland auf, wo der DJ Eddie O’Jay auf sie aufmerksam wurde und ihnen einen neuen Namen, „The O’Jays“, gab. Unter seiner Leitung nahm die Band 1961 bei Wayco Records ihre erste Single Miracles auf. Sie floppte und die O'Jays wechselten zunächst zu King Records, bis sie 1963 bei Imperial unterschrieben.
1965 hatten The O’Jays mit Lipstick Traces erstmals einen mittleren Hit, der nur knapp die Top 50 der Popcharts verfehlte und es immerhin auf Platz 28 der R&B-Charts brachte. Dennoch musste sich die Gruppe zunächst als Backgroundchor für damalige Stars wie Nat King Cole oder The Ronettes ihren Lebensunterhalt verdienen. Noch im gleichen Jahr kehrte Isles den O’Jays den Rücken. Daraufhin wechselten sie erneut das Label und unterschrieben 1968 schließlich bei Bell Records, ihr Produzent wurde George Kerr.
Die Erfolge der folgenden Veröffentlichungen waren trotzdem noch immer nicht die erwünschten, allerdings erregten sie Aufmerksamkeit bei den Produzenten und Komponisten Kenny Gamble und Leon Huff, die sich nun der O’Jays annahmen. Nach zwei Singleveröffentlichungen auf Neptune Records, einem Sublabel von Chess, mussten sie durch den Tod von Leonard Chess und den Verkauf des Chess-Labels jedoch schon wieder wechseln. Auch Massey verließ infolgedessen 1972 die Band, die schließlich bei Philadelphia International Records, dem eigenen Label von Gamble und Huff, unterschrieb.
Im Herbst desselben Jahres setzte schließlich die Erfolgswelle ein. Die Single Back Stabbers (über die Gefährlichkeit hinterlistiger Personen) vom Mai 1972 erreichte als Crossover Platz 3 der US-Popcharts sowie Platz 1 der R&B-Charts und wurde so zum ersten großen Hit der Gruppe. Bis Ende 1975 folgten weitere Hits in den US-Popcharts wie Love Train (Platz 1), Put Your Hands Together (Platz 10), For the Love of Money (Platz 9), Give the People What They Want (Platz 45), Let Me Make Love to You (Platz 75) und I Love Music (Platz 5). Auch einige ihrer Alben platzierten sich hoch in den Charts. 1977 starb Powell an Krebs, worauf The O’Jays Ersatz in Sam Strain fanden. Auch 1978 und 1979 waren gute Jahre für die Gruppe mit Livin’ for the Weekend (Platz 20) und Use ta Be My Girl (Platz 4). Erst 1980 verebbte die Erfolgswelle, bis die Gruppe um 1982 zunächst endgültig aus den Charts verschwand.
Auf dem 1985er Album Love Fever versuchte die Band nun an Trends anzuknüpfen, indem sie Elemente aus dem Hip-Hop einsetzten. Der Erfolg blieb trotzdem aus. 1990 erhielten The O’Jays einen American Music Award und gingen mit Regina Belle auf Tournee. Nach einem kleinen Besetzungswechsel (Strain stieg 1991 aus und wurde durch Nathaniel Best ersetzt) brachten sie sogar noch zwei Alben, Emotianally Yours (1991) und Heartbreaker (1994) in die Top 100 der US-Charts. 1997 stieß Eric Nolan Grant zur Band und ersetzte Nate Best. 2005 wurden The O’Jays in die Rock and Roll Hall of Fame aufgenommen.

## Diskografie
Studioalben

| Jahr | Titel Musiklabel                                        | Höchstplatzierung, Gesamtwochen, AuszeichnungChartplatzierungen (Jahr, Titel, Musiklabel, Platzierungen, Wochen, Auszeichnungen, Anmerkungen) | Höchstplatzierung, Gesamtwochen, AuszeichnungChartplatzierungen (Jahr, Titel, Musiklabel, Platzierungen, Wochen, Auszeichnungen, Anmerkungen) | Höchstplatzierung, Gesamtwochen, AuszeichnungChartplatzierungen (Jahr, Titel, Musiklabel, Platzierungen, Wochen, Auszeichnungen, Anmerkungen) | Anmerkungen |
| Jahr | Titel Musiklabel                                        | UK | US | R&B | Anmerkungen |
| ---- | ------------------------------------------------------- | --- | --- | --- | --- |
| 1972 | Back Stabbers Philadelphia I. 31712                     | — | US10 Gold · (44 Wo.)US | R&B3 (39 Wo.)R&B | Erstveröffentlichung: August 1972 Platz 318 der Rolling Stone 500 (Liste 2012) Produzenten: Bunny Sigler, Kenny Gamble, Leon Huff                                         |
| 1973 | In Philadelphia (Reissue) Philadelphia I. 32120         | — | US156 (8 Wo.)US | R&B37 (7 Wo.)R&B | Wiederveröffentlichung: April 1973 ursprünglich 1969 bei Neptune erschienen Produzenten: Kenny Gamble, Leon Huff                                                          |
| 1973 | Ship Ahoy Philadelphia I. 32480                         | — | US11 Platin · (48 Wo.)US | R&B1 (47 Wo.)R&B | Erstveröffentlichung: Oktober 1973 Produzenten: Kenny Gamble, Leon Huff                                                                                                   |
| 1975 | The O’Jays Bell 6082                                    | — | — | R&B52 (6 Wo.)R&B | Erstveröffentlichung: Januar 1975 Reissue des Albums Back on Top Aufnahmen von 1967–68 Produzent: George Kerr                                                             |
| 1975 | Survival Philadelphia I. 33150                          | — | US11 Gold · (24 Wo.)US | R&B1 (23 Wo.)R&B | Erstveröffentlichung: April 1975 Produzenten: Kenny Gamble, Leon Huff |
| 1975 | Family Reunion Philadelphia I. 33807                    | — | US7 Platin · (34 Wo.)US | R&B1 (29 Wo.)R&B | Erstveröffentlichung: November 1975 Produzenten: Kenny Gamble, Leon Huff                                                                                                  |
| 1976 | Message in the Music Philadelphia I. 34245              | — | US20 Gold · (22 Wo.)US | R&B3 (26 Wo.)R&B | Erstveröffentlichung: September 1976 Produzenten: Kenny Gamble, Leon Huff, Bunny Sigler, John Whitehead, Gene McFadden, Victor Carstarphen                                |
| 1977 | Travelin’ at the Speed of Thought Philadelphia I. 34684 | — | US27 Gold · (16 Wo.)US | R&B6 (26 Wo.)R&B | Erstveröffentlichung: Mai 1977 Produzenten: Kenny Gamble, Leon Huff, John Whitehead, Gene McFadden, Victor Carstarphen, Dennis Williams, The O’Jays                       |
| 1978 | So Full of Love Philadelphia I. 35355                   | — | US6 Platin · (28 Wo.)US | R&B1 (29 Wo.)R&B | Erstveröffentlichung: April 1978 Produzenten: Kenny Gamble, Leon Huff, Thom Bell, Dennis Williams, Eddie Levert, Walter Williams, Bunny Sigler                            |
| 1979 | Identify Yourself Philadelphia I. 36027                 | — | US16 Platin · (30 Wo.)US | R&B3 (30 Wo.)R&B | Erstveröffentlichung: September 1979 Produzenten: Kenny Gamble, Leon Huff, Eddie Levert, Walter Williams, Thom Bell                                                       |
| 1980 | The Year 2000 TSOP 36416                                | — | US36 (12 Wo.)US | R&B6 (20 Wo.)R&B | Erstveröffentlichung: August 1980 Produzenten: Kenny Gamble, Bunny Sigler, Eddie Levert, Walter Williams, Victor Carstarphen, Dunn Pearson, Gene McFadden, John Whitehead |
| 1982 | My Favorite Person Philadelphia I. 37999                | — | US49 (13 Wo.)US | R&B7 (29 Wo.)R&B | Erstveröffentlichung: Mai 1982 Produzenten: Kenny Gamble, Leon Huff, Cecil Womack, Bunny Sigler, Gene McFadden, John Whitehead, Walter Williams, Eddie Levert             |
| 1983 | When Will I See You Again Epic / Philadelphia I. 38518  | — | US142 (5 Wo.)US | R&B19 (20 Wo.)R&B | Erstveröffentlichung: Juni 1983 Produzenten: Kenny Gamble, Leon Huff, Stephanie Huff, Eddie Levert, Walter Williams, Keni Burke, Bunny Sigler, Morris Stewart             |
| 1984 | Love and More Philadelphia I. 39367                     | — | — | R&B35 (17 Wo.)R&B | Erstveröffentlichung: Mai 1984 Produzenten: Kenny Gamble, Leon Huff, Eddie Levert, Walter Williams, Dexter Wansel, Keni Burke, Bunny Sigler                               |
| 1985 | Love Fever Philadelphia I. 53015                        | — | US121 (12 Wo.)US | R&B20 (25 Wo.)R&B | Erstveröffentlichung: September 1985 Produzenten: Kenny Gamble, Leon Huff, Reggie Griffin, Bunny Sigler, Eddie Levert, Matt Rose, Walter Williams                         |
| 1987 | Let Me Touch You Philadelphia I. 53036                  | — | US66 (25 Wo.)US | R&B3 (50 Wo.)R&B | Erstveröffentlichung: Juni 1987 Produzenten: Kenny Gamble, Leon Huff, Casey James, Leroy Bell, Thom Bell, Eddie Levert, Walter Williams                                   |
| 1989 | Serious EMI 90921                                       | — | US114 (17 Wo.)US | R&B4 (46 Wo.)R&B | Erstveröffentlichung: Mai 1989 Produzenten: Gerald Levert, Marc Gordon, Eddie Levert, Terry Stubbs, Walter Williams, Dennis Lambert                                       |
| 1991 | Emotionally Yours EMI 93390                             | — | US73 Gold · (20 Wo.)US | R&B2 (48 Wo.)R&B | Erstveröffentlichung: Februar 1991 Executive Producer: Ron Fair |
| 1991 | Home for Christmas EMI 46420                            | — | — | R&B78 (5 Wo.)R&B | Erstveröffentlichung: Juli 1991 Executive Producer: Ron Fair |
| 1993 | Heartbreaker EMI 89740                                  | — | US75 (11 Wo.)US | R&B7 (22 Wo.)R&B | Erstveröffentlichung: August 1993 Produzenten: Gerald Levert, Edwin Nicholas, W. E. D. Productions                                                                        |
| 1997 | Love You to Tears Volcano 61422-31149                   | — | US75 (10 Wo.)US | R&B14 (18 Wo.)R&B | Erstveröffentlichung: Juli 1997 Produzenten: Gerald Levert, Edwin Nicholas, Eddie Levert, Walter Williams, Joe Little III                                                 |
| 2001 | For the Love … MCA 088 112 718                          | — | US53 (5 Wo.)US | R&B11 (14 Wo.)R&B | Erstveröffentlichung: Oktober 2001 Produzenten: Eddie Levert, Matthew Rose, Walter Williams, Steve „Stone“ Huff                                                           |
| 2004 | Imagination Sanctuary Urban 322                         | — | US178 (2 Wo.)US | R&B19 (11 Wo.)R&B | Erstveröffentlichung: Oktober 2004 Executive Producer: Eddie Levert, Matthew Knowles, Walter Williams                                                                     |
| 2010 | Christmas with the O’Jays Saguaro Road                  | — | — | R&B45 (5 Wo.)R&B | Erstveröffentlichung: November 2010 Executive Producer: Ron Fair |

Weitere Studioalben
- 1965: Comin’ Through (Imperial 9290)
- 1967: Soul Sounds (Minit 24008)
- 1968: Back on Top (Bell 6082)
- 1968: Full of Soul (Sunset 5222)
- 1969: In Philadelphia (Neptune 202)
- 1971: Super Bad (Little Star Records 1000)
- 1974: O’Jays Meet the Moments (Splitalbum, mit The Moments; Stang Records 1024)